# Yves Huppen

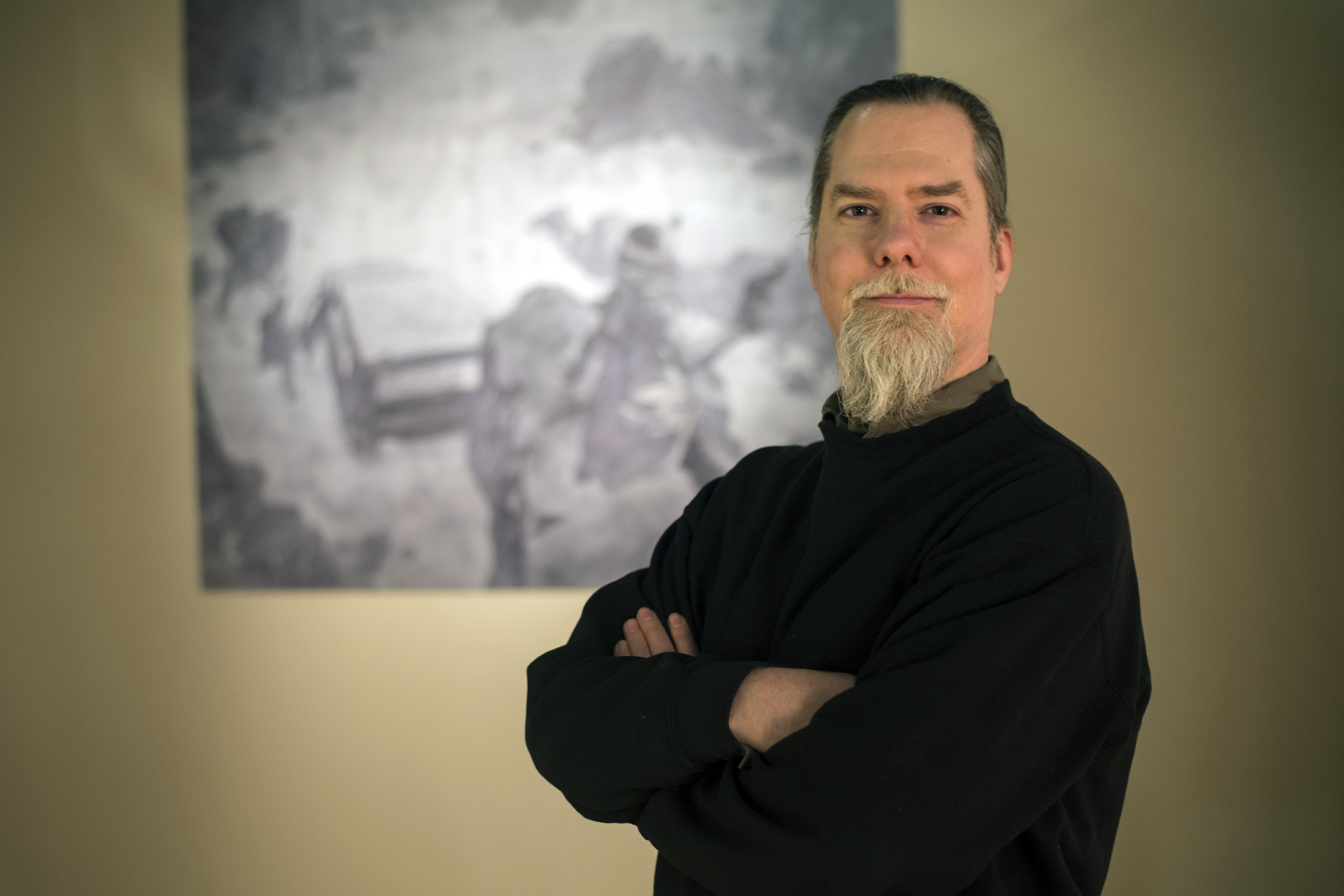
Yves Huppen, 2017

Yves Huppen, bekannt unter seinem Pseudonym Yves H., (* 17. März 1967 in Brüssel) ist ein belgischer Comicautor. Er ist der Sohn des Comiczeichners Hermann Huppen.

## Leben und Werk
Die Karriere des Vaters als Comic-Zeichner hatte grade erst begonnen, als Yves geboren wurde. Von Hermanns erster großen Erfolgsserie Andy Morgan lief im französischen Magazin Tintin vom 19. Januar bis 30. März 1967 die erste längere Geschichte nach einer Umstellung des Serien-Konzepts. In dieser wird Barney Jordan in die Serie eingeführt, der das bisherige Protagonisten-Gespann Andy/Ali zum Trio anwachsen ließ und neben der Einführung der Cormoran den Konzeptwechsel von einer Krimi-Serie zur Abenteuerserie markiert. Yves’ Geburt am 17. März 1967 fällt also mit dieser eigentlichen „Geburt“ der Serie zusammen.
Yves H. besuchte das Institut des arts de diffusion in Louvain-la-Neuve, weil er ursprünglich Filmemacher werden wollte. Er begriff jedoch, dass in diesem Bereich in Belgien schwer Fuß zu fassen ist. Seit 1995 betätigt er sich als Comicszenarist. Bei seinem Erstlingswerk, dem Album Le Secret des hommes-chiens, fertigte er noch das Szenario und die Zeichnungen an, bekam aber Hilfe von seinem Vater, der das Album inkte und colorierte. Yves Huppen schreibt regelmäßig Szenarios, die meistens von seinem Vater zeichnerisch umgesetzt werden. Die Zusammenarbeit begann 2000 mit dem One-Shot Blutsbande, nachdem Hermann zuvor ab 1991 vier One-Shots nach eigenem Szenario und einen fünften nach einem Szenario von Jean van Hamme gezeichnet hatte. Es folgte die Fortführung der von Hermann nach zehn Bänden eigentlich beendeten Serie Die Türme von Bos-Maury ab Band 12 sowie weitere Einzelalben. Lediglich bei der Trilogie Auf Draculas Spuren zeichnete Hermann nur den ersten Band (2006), die anderen beiden wurden von den Zeichnern Séra und Dany umgesetzt. Dies blieb aber bislang Yves’ einzige Zusammenarbeit mit anderen Zeichnern. Bei einer seiner vielen Reisen nach Rumänien lernte er seine von dort stammende spätere Frau Iocasta Huppen kennen.
Der Zweiteiler Der Teufel der sieben Meere erschien 2008/2009. 2010 wurde ein letztes Andy-Morgan-Album veröffentlicht.
Im Jahr 2017 starteten die beiden die Western-Comic-Serie Duke, die mit dem abschließenden siebten Album seit Januar 2023 komplett vorliegt. Neben den französischen Original-Ausgaben erschienen von Yves H.s Werken Übersetzungen in mehreren Sprachen. Speziell bei Duke waren dies Niederländisch, Deutsch, Spanisch, Portugiesisch und Dänisch. Die deutsche Ausgabe erschien bei Erko.
Das an Duke anschließende Projekt von Yves H. soll der Zweiteiler Brigantus um einen römischen Legionär bei den Pikten in Schottland werden.

## Publikationen

### Serienausgaben
- Die Türme von Bos-Maury
  - 12: Rodrigo (2001)
  - 13: Die dulle Griet (2006)
  - 14: Wassja (2009)
  - 15: Das Auge des Himmels (2012)
- Auf Draculas Spuren
  - 1: Vlad der Pfähler (2006)
  - 2: Bram Stoker (2006)
  - 3: Transsylvanien (2006)
- Der Teufel der sieben Meere
  - 1: Teil 1 (2008)
  - 2: Teil 2 (2009)
- Andy Morgan
  - 18: Gefahr auf dem Fluss (2010)
- Duke
  - 1: Blut und Asche (2017)
  - 2: Wer tötet... (2018)
  - 3: Ich bin ein Schatten (2019)
  - 4: Von Gott verlassen (2020)
  - 5: Ein Pistolero wirst du sein (2021)
  - 6: Jenseits bekannter Wege (2022)
  - 7: Das ist nicht meine Welt (2023)

### One Shots
- Le secret des hommes-chiens (1995)
- Blutsbande (2000)
- Manhattan Beach 1957 (2002)
- Zhong Guo (2003)
- The girl from Ipanema (2005)
- Vollmondnacht (2011, 2020 von Julius Berg unter dem Titel The Owners verfilmt)
- Rückkehr in den Kongo (2013)
- Station 16 (2014)
- Keine Gnade (2015)
- Old Pa Anderson (2016)
- Der Fährmann (2016)